# 涅斯托爾
涅斯托尔是希腊神话中皮洛斯国王涅琉斯的儿子，是涅琉斯的12个儿子中唯一未被赫拉克勒斯杀死的幸存者。《伊利亚特》称涅斯托尔是一位长寿的智者，经常向武士们讲述自己早期的战绩以激励他们去战斗。《奥德赛》中称涅斯托尔告诉忒勒玛科斯要在特洛伊战争期间要忍受的痛苦和考验。
在西方一些语言里其名字“nestor”用来指“睿智、阅历丰富的长者”。